# Pekka Sihvola
Pekka Sihvola (Helsinki, 22 aprile 1984) è un ex calciatore ed ex giocatore di calcio a 5 finlandese, di ruolo attaccante.

## Carriera

### Nazionale
Il 24 gennaio 2014 ha esordito in Nazionale maggiore nell'amichevole Oman-Finlandia (0-0).

## Palmarès

### Club

#### Competizioni nazionali
- Ykkönen: 1

HIFK: 2018

### Individuale
- Capocannoniere dell'Ykkönen: 1

2009 (19 reti)